# Карпинский, Михаил Михайлович
Михаил Михайлович Карпинский (28 октября [9 ноября] 1809, Сосновка, Тамбовская губерния — 22 апреля [4 мая] 1868, Санкт-Петербург) — майор корпуса горных инженеров, управляющий Екатеринбургских золотых промыслов в 1837—1843 годах, управляющий золотыми приисками графини Барановой в 1843—1853 годах, управляющий Воскресенского медеплавильного завода и Преображенского завода в 1853—1860 годах.

## Биография
Родился 28 октября 1809 года в Сосновке Моршанского уезда Тамбовской губернии в семье обер-гиттен-фервальтера Михаила Михайловича Карпинского (1777—1848), когда они жили и работали на казённом квасцевом заводе. Начальное образование получил дома.
В 1829 году закончил Горный кадетский корпус практикантом вместе с братом Пётром Михайловичем Карпинским (24.11.1808—1856), по первому разряду и получил чин берггешворена 12 класса.
Свою трудовую деятельность начал в Богословском горном округе в качестве смотрителя золотопромывочной фабрики в селе Турьинские Рудники в 30.11.1829—06.1830 годах. Затем был смотрителем Царского рудника и Александровской золотопромывательной фабрики в 1830—1832 годах. В ноябре 1832 года был присвоен чин гиттенфервальтера 10 класса и назначен смотрителем Магдалинского и Леонтиевского золотых промыслов в округе Волчанского зимовья в 1832—1834 годах.
В течение весенних и летних месяцев 1830—1837 годов производил геогностические исследования и поисковые на золото работы в Богословском округе, и поместил в «Горном журнале» несколько статей по этому предмету.
22 июня 1834 года по Высочайшему повелению переведён в Корпус горных инженеров с переименованием в штабс-капитаны. В 1835 году назначен бергмейстером золотых промыслов. В 1837 году был произведён в капитаны и назначен управляющим золотыми промыслами. Переведен и назначен управляющим в округ Екатеринбургских заводов. В феврале 1842 года был утверждён управляющим Екатеринбургскими золотыми промыслами.
В 1842 году был произведен в майоры КГИ, а 22 января 1843 года вышел в отставку со службы «по домашним обстоятельствам с мундиром». Вслед за тем он принял на себя управление золотыми приисками графини Барановой, находившимися в Восточной и Западной Сибири, с достойным жалованием.
В 1853 году был назначен управляющим Воскресенского медеплавильного завода и Преображенским заводом, принадлежащие М. В. Пашкову. Ему неоднократно приходилось однако ездить в Сибирь на золотые промыслы, которые, под руководством другого лица, действовали неудовлетворительно.
Собрал гербарий на 2 000 растений Урала, Западной и Восточной Сибири, который в 1859 году подарил Санкт-Петербургскому ботаническому саду.
В начале 1860-х годов вышел в отставку и переехал с семьёй на жительство в Санкт-Петербург.
Скончался 22 апреля 1868 года в Санкт-Петербурге и похоронен на кладбище Новодевичьего монастыря.

## Семья

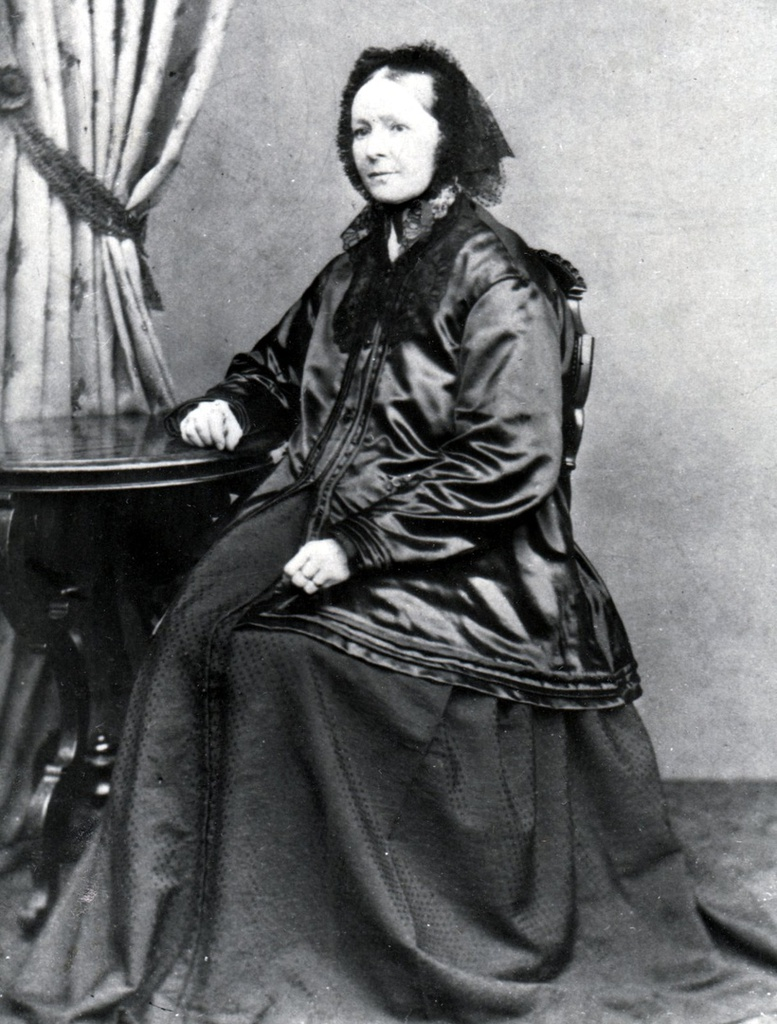
Жена М. М. Карпинского, фото 1868—1869

В 1834 году женился на Елизавете Гавриловне Пестерёвой (1819—1883), дочери обер-бергмейстера 7 класса управляющего Соляного правления. После смерти мужа, жила в семье своего младшего сына Валериана в Петербурге, но после смерти сына, в 1881 году уехала жить в Уфу, купив там дом. Умерла она в 1883 году от дифтерита и похоронена на кладбище при женском монастыре.
Сыновья:
- Павел (1843—1907) — горный инженер.
- Валериан (1845—1881).
- Михаил (1840—1841) — рано умер.

Братья:
- Александр (1804—1859)
- Пётр (1808—1856) — отец академика А. П. Карпинского (1847—1936)
- Иван (1817-).

## Награды и премии
За свои достижения был неоднократно награждён:
- 1833 — премия в 500 рублей за открытие золотосодержащих россыпей;
- 1834 — премия 400 рублями ассигнациями за открытие золотосодержащих россыпей;
- 19 июня 1836 — две премии по 2500 рублей по представлению министра финансов за лучшее сочинение по теории и практике горного дела «определительнейшего основания теории разыскания и разработки золотоносных россыпей в России толико важных»;
- 1836 и 1837 — премии в размере годового оклада по 1 500 рублей ассигнациями «за примерное усердие и познания по должности бергмейстера, по Высочайшему повелению»;
- 1 марта 1839 — премии за несколько сочинений на русском и иностранных языках;
- 27 февраля 1840 — премия 4000 рублей от Горного ученого комитета за работу «О золотоносных россыпях»;
- 6 декабря 1841 — орден Святого Станислава III степени;
- 1842 — малая золотая и большая серебряная медаль «за беспорочную службу»;
- 10 февраля 1854 — потомственное дворянство и указания об изготовлении герба по Указу Николая I.